# José Leonardo Ribeiro da Silva
José Leonardo Ribeiro da Silva, mais conhecido como Leonardo (São Paulo, 5 de fevereiro de 1988) é um ex-futebolista brasileiro.

## Títulos
Los Angeles Galaxy
- MLS Cup: 2011, 2012, 2014
- MLS Supporters' Shield: 2010, 2011

Houston Dynamo
- US Open Cup: 2018